# Fórmula Truck
A Fórmula Truck é uma categoria de corrida de caminhões baseada e disputada no Brasil. A categoria, inicialmente, foi disputada de 1996 a 2017, quando foi cancelada e muitos de seus pilotos organizaram a Copa Truck. A categoria voltou em 2021 como um campeonato a parte, sendo organizado pela empresa de eventos GT Truck.

## História

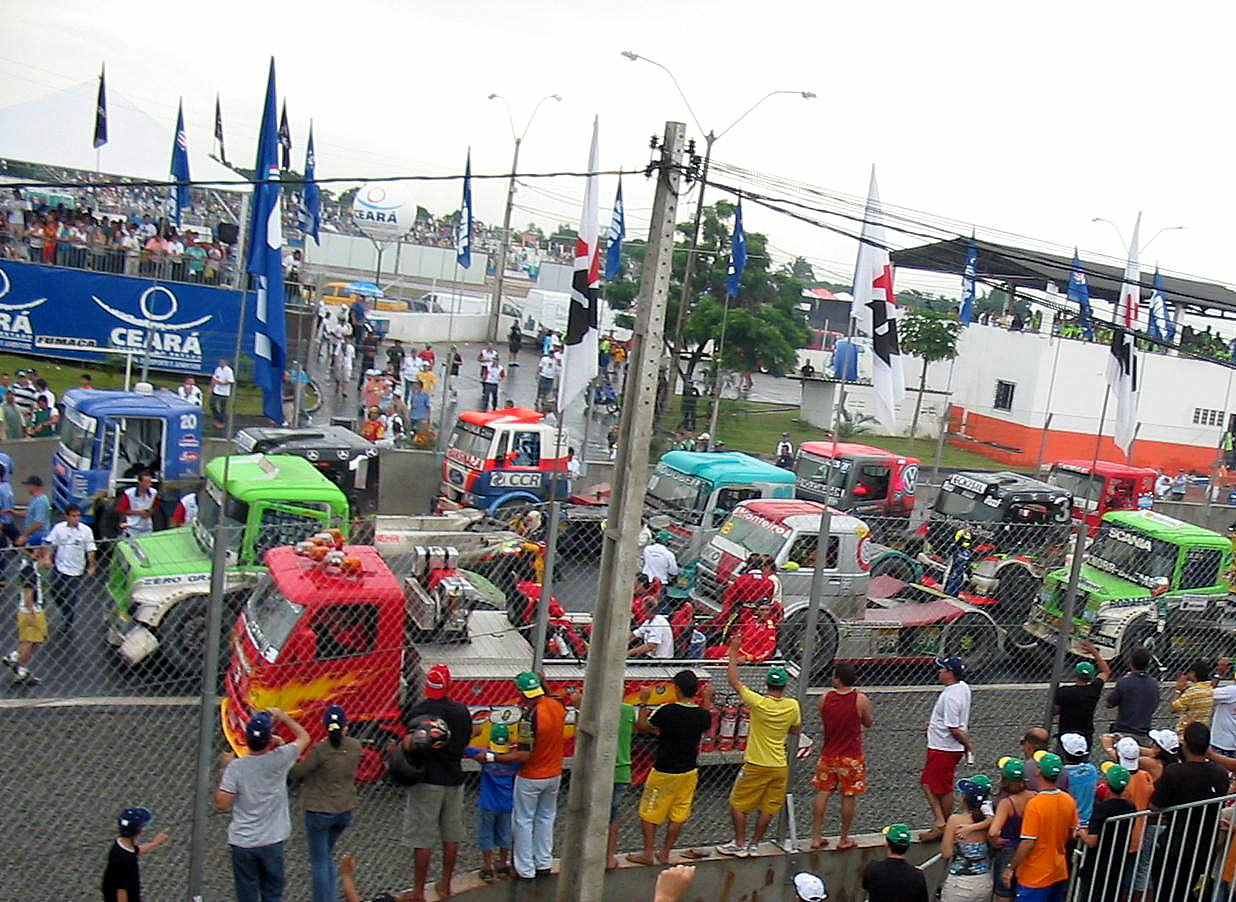
Caminhões da F-Truck no final da corrida no autódromo do Eusébio, em 2006

A origem da categoria veio do contato entre o caminhoneiro santista Aurélio Batista Félix e o jornalista português Francisco Santos. Em 6 de setembro de 1987 houve a primeira corrida no circuito do Autódromo Internacional de Cascavel, no Paraná. A prova de exibição juntou 35 pilotos e foi batizada de I Copa Brasil de Caminhões, e serviria como teste para averiguar a segurança do inédito tipo de corrida. Porém houve um acidente fatal com um dos participantes: o piloto e presidente do Autódromo Internacional de Cascavel, Jeferson Ribeiro da Fonseca, o que abalou o projeto e fez com que Francisco Santos se retirasse três anos depois.
Em 1994 a preocupação com a segurança foi prioridade para a realização de uma nova apresentação de volta da categoria para caminhoneiros e empresários do setor no autódromo de Interlagos, em São Paulo. A consolidação teve início em 1995 com a disputa de quatro provas demonstrativas,  realizadas nos circuitos de Cascavel, Londrina, Tarumã e Goiânia. Na época, a Confederação Brasileira de Automobilismo (CBA) não permitia que provas oficiais fossem disputadas com caminhões, coisa que só se fez possível após uma liminar judicial.
No ano de 1996 ocorreu o primeiro campeonato, com regulamento definido e homologado pela Confederação Brasileira de Automobilismo. A primeira prova oficial ocorreu em Guaporé (RS), e contou com 13 caminhões no grid.
Em 5 de março de 2008 o criador da Fórmula Truck, Aurélio Batista Félix, faleceu em decorrência de uma hemorragia estomacal. Félix, que também já tinha problemas no coração, sofreu um infarto na primeira etapa da temporada 2008, em Guaporé. O restante da temporada 2008 foi dedicada a ele.
Em 2010, a organização da categoria anunciou a criação de um Campeonato Sul-Americano de Fórmula Truck, sendo disputado em paralelo com os etapas da temporada, com Roberval Andrade vencendo a primeira edição.

Antes do início da temporada 2017, nove equipes abandonaram a categoria por discordarem da gestão conturbada de Neusa Navarro Félix; estas equipes uniram-se em uma associação que deu origem à Copa Truck, categoria que veio a substituir a Fórmula Truck.

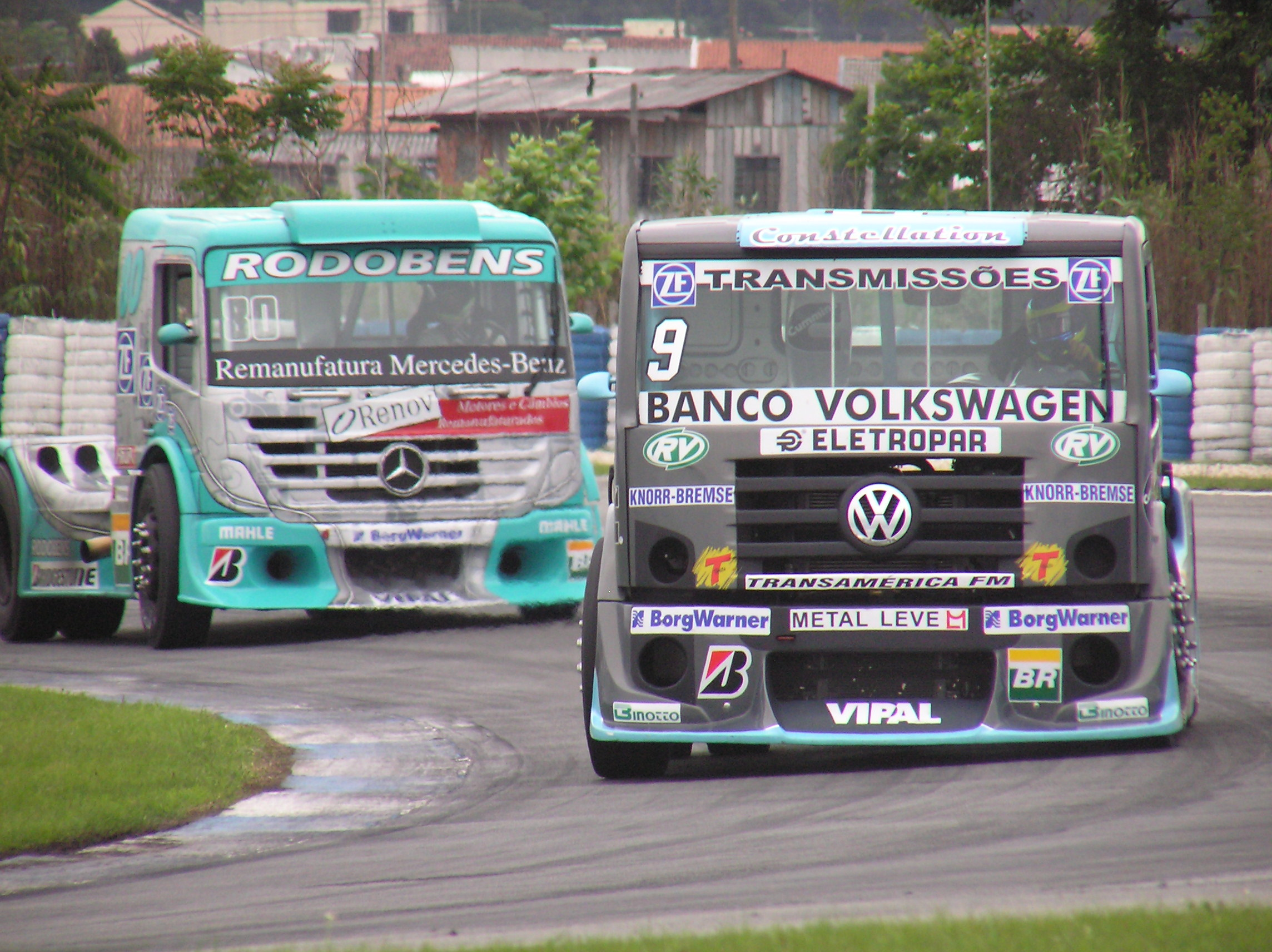
Renato Martins (#9), o campeão de 1996, o primeiro campeonato, e de 2006.Na 7^{a} etapa de 2006, em Curitiba

### Retorno em 2021
Em 2021 a Fórmula Truck foi retomada, sob organização da empresa de eventos GT Truck. A categoria teria caminhões com potência menor, divididos em duas categorias (Eletrônica e Bomba Injetora), unindo tanto caminhões novos quanto antigos. A primeira etapa, disputada em Interlagos, contou com 26 caminhões no grid.

## Formato da Competição
O treino classificatório grid de largada era realizado no dia anterior à prova. Cada piloto dava uma volta de aquecimento, três cronometradas e mais uma de desaceleração. Se ele desistisse da sua volta, tinha direito a uma única tentativa no final do treino.

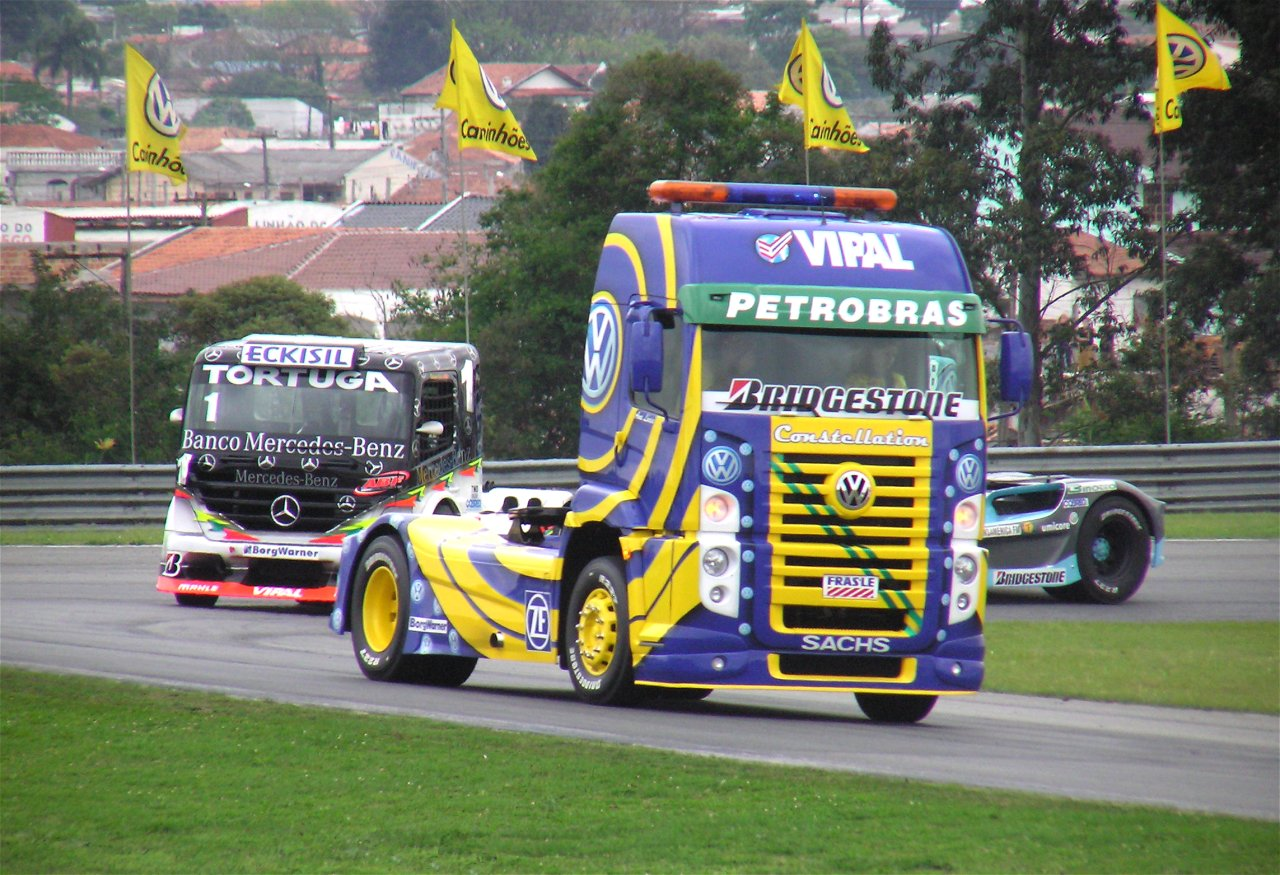
Pace Truck do campeonato de 2006

Na Fórmula Truck o número de voltas de uma etapa variava entre 30 e 35, dependendo da extensão da pista e das condições do autódromo, na etapa do Ceará, que foi incluida em 2006, pelo fato da pista ser curta, a prova foi planejada com 60 voltas. As voltas completadas com o Pace Truck não contavam como válidas. Nas largadas e relargadas não havia um emparelhamento dos caminhões parados e as ultrapassagens eram permitidas apenas depois da bandeirada, ou quando o farol verde era aceso.
Ao completarem a 12ª volta válida (18ª na etapa de Fortaleza/CE), os pilotos recebiam uma bandeira quadriculada em verde e amarelo, que pontuava os seis primeiros colocados. Neste momento, entrava na pista o Pace Truck, que neutralizava a corrida para limpeza e retirada de veículos da pista, permanecendo de três a cinco voltas. Após a relargada, os caminhões completavam o número pré-estabelecido e formavam o pódio de acordo com a classificação na prova, acrescidos os tempos das penalizações, quando fosse o caso.
Na Fórmula Truck, os caminhões passavam de 200 km/h em certos trechos das pistas, mas, em um único ponto de cada autódromo, existia um radar para controlar o limite de velocidade em 160 km/h, a fim de garantir melhor segurança. Normalmente este radar era instalado no final da reta de maior velocidade do circuito.

## Campeões
Fonte: 

### Campeonato Brasileiro
| Temporada | Piloto                       | Equipe                       | Caminhão                     | Campeão de Fabricantes       |
| --------- | ---------------------------- | ---------------------------- | ---------------------------- | ---------------------------- |
| 1996      | Renato Martins               | Marfran                      | Scania                       | Não Disputado                |
| 1997      | Oswaldo Drugovich Jr.        | Drugovich Auto Peças         | Scania                       | Não Disputado                |
| 1998      | Oswaldo Drugovich Jr.        | Drugovich Auto Peças         | Scania                       | Não Disputado                |
| 1999      | Jorge Fleck                  | ABF Volvo                    | Volvo                        | Não Disputado                |
| 2000      | Jorge Fleck                  | Thermoid-Melitta-Volvo       | Volvo                        | Não Disputado                |
| 2001      | Wellington Cirino            | ABF Mercedes-Benz            | Mercedes-Benz                | Não Disputado                |
| 2002      | Roberval Andrade             | Muffatão                     | Scania                       | Não Disputado                |
| 2003      | Wellington Cirino            | ABF Mercedes-Benz            | Mercedes-Benz                | Não Disputado                |
| 2004      | Beto Monteiro                | DF Motorsport                | Ford                         | Ford                         |
| 2005      | Wellington Cirino            | ABF Mercedes-Benz            | Mercedes-Benz                | Scania                       |
| 2006      | Renato Martins               | RM Competições               | Volkswagen                   | Mercedes-Benz                |
| 2007      | Felipe Giaffone              | RM Competições               | Volkswagen                   | Volkswagen                   |
| 2008      | Wellington Cirino            | ABF Mercedes-Benz            | Mercedes-Benz                | Mercedes-Benz                |
| 2009      | Felipe Giaffone              | RM Competições               | Volkswagen                   | Volkswagen                   |
| 2010      | Roberval Andrade             | RVR Corinthians Motorsport   | Scania                       | Volkswagen                   |
| 2011      | Felipe Giaffone              | RM Competições               | Volkswagen                   | Volkswagen                   |
| 2012      | Leandro Totti                | ABF Racing Team              | Mercedes-Benz                | Mercedes-Benz                |
| 2013      | Beto Monteiro                | Scuderia Iveco               | Iveco                        | Mercedes-Benz                |
| 2014      | Leandro Totti                | RM Competições               | Volkswagen                   | MAN                          |
| 2015      | Leandro Totti                | RM Competições               | Volkswagen                   | MAN                          |
| 2016      | Felipe Giaffone              | RM Competições               | Volkswagen                   | Mercedes-Benz                |
| 2017      | Categoria original encerrada | Categoria original encerrada | Categoria original encerrada | Categoria original encerrada |
| 2021      | Mário Moraes                 | Sommi Competición            | Renault                      | Não Disputado                |
| 2022      | Rogério Agostini             | Agostini Racing              | Mercedes-Benz                | Não Disputado                |
| 2023      | Pedro Muffato                | Muffatão Racing Team         | Scania                       | Não Disputado                |

### Campeonato Sul Americano
| Temporada | Piloto          | Equipe          | Caminhão      |
| --------- | --------------- | --------------- | ------------- |
| 2011      | Felipe Giaffone | RM Competições  | Volkswagen    |
| 2012      | Leandro Totti   | ABF Racing Team | Mercedes-Benz |
| 2013      | Beto Monteiro   | Scuderia Iveco  | Iveco         |
| 2014      | Leandro Totti   | RM Competições  | Volkswagen    |

## Transmissão pela TV
A primeira transmissão da Fórmula Truck na TV Brasileira foi feita pela Rede Globo em 18 de outubro de 1998, no Esporte Espetacular. Nos anos seguintes foi transmitida ao vivo aos domingos à tarde na TV Bandeirantes, exceto as temporadas 2004 e 2005, que foram transmitidas pela RedeTV!.
No SBT, a categoria era coberta com reportagens e compactos no Siga Bem Caminhoneiro. Em abril de 2023, a categoria volta a ter transmissão na TV Aberta, pela RedeTV!, que retorna ao evento após 18 anos.
Ao longo do tempo, a categoria teve patrocinadores fortes, como Petrobras, Firestone, Bridgestone, Vipal e Cervejaria Petrópolis, entre outros.